# Next Generation ATP Finals 2022
De Next Generation ATP Finals 2022 was de vijfde editie van het gelijknamige tennistoernooi en vond plaats van 8 tot en met 12 november. Het toernooi werd gespeeld op de terreinen van de Allianz Cloud Arena in Milaan.

## Deelnemers en prijzengeld

### Deelnemers
De acht geplaatste spelers:
| Nr. | Speler            | Resultaat      |
| --- | ----------------- | -------------- |
| 1.  | Holger Rune       | Teruggetrokken |
| 2.  | Lorenzo Musetti   | Groepsfase     |
| 3.  | Jack Draper       | Halve finale   |
| 4.  | Brandon Nakashima | Winnaar        |
| 5.  | Jiří Lehečka      | Finale         |
| 6.  | Tseng Chun-hsin   | Groepsfase     |
| 7.  | Dominic Stricker  | Halve finale   |
| 8.  | Francesco Passaro | Groepsfase     |
| 9.  | Matteo Arnaldi    | Groepsfase     |

### Prijzengeld
| Resultaat                    | Prijzengeld |
| ---------------------------- | ----------- |
| winnaar zonder nederlaag     | $ 432.750   |
| winnaar                      | $ 153.000   |
| finale                       | $ 113.500   |
| groepsfase (per overwinning) | $ 28.000    |
| deelnemers                   | $ 82.250    |
| vervangers                   | $ 13.000    |

De Spanjaard Carlos Alcaraz en de Italiaan Jannik Sinner waren eveneens gekwalificeerd, maar lieten verstek gaan voor het toernooi. De Deen Holger Rune was als eerste geplaatst maar moest zich terugtrekken omdat hij na de opgave van Carlos Alcaraz voor de ATP Finals, waardoor Rune de eerste reserve werd.

## Toernooischema
| Legenda | Legenda                  |
| ------- | ------------------------ |
| Q       | Qualifier                |
| WC      | Deelname via wildcard    |
| LL      | Lucky Loser              |
| r       | Opgave / trok zich terug |
| w/o     | Walk-over                |
| Alt     | Alternate                |
| SE      | Special Exempt           |
| PR      | Protected Ranking        |
| d       | Diskwalificatie          |

### Groepsfase

#### Groene groep
|                   |                   | score                               |
| ----------------- | ----------------- | ----------------------------------- |
| Jiří Lehečka      | Francesco Passaro | 4–1, 4–3(7), 4–1                    |
| Brandon Nakashima | Matteo Arnaldi    | 2–4, 4–3(7), 4–3(4), 3–4(7), 4–2    |
| Francesco Passaro | Matteo Arnaldi    | 4–3(7), 2–4, 3–4(7), 4–3(4), 4–3(8) |
| Brandon Nakashima | Jiří Lehečka      | 4–1, 4–3(2), 4–2                    |
| Jiří Lehečka      | Matteo Arnaldi    | 4–3(5), 4–1, 4–3(4)                 |
| Brandon Nakashima | Francesco Passaro | 4–3(4), 4–2, 4–1                    |

| Nr. | Speler            | Wedstrijd w-v | Sets w-v | Games w-v |
| --- | ----------------- | ------------- | -------- | --------- |
| 1   | Brandon Nakashima | 3-0           | 9-2      | 41-28     |
| 2   | Jiří Lehečka      | 2-1           | 6-3      | 30-24     |
| 3   | Francesco Passaro | 1-2           | 3-8      | 28-41     |
| 4   | Matteo Arnaldi    | 0-3           | 4-9      | 40-46     |

#### Rode groep
|                  |                 | score                                  |
| ---------------- | --------------- | -------------------------------------- |
| Dominic Stricker | Jack Draper     | 4–3(5), 4–3(5), 4–3(5)                 |
| Lorenzo Musetti  | Tseng Chun-hsin | 4–2, 4–2, 4–2                          |
| Jack Draper      | Tseng Chun-hsin | 1–4, 4–2, 4–3(2), 4–2                  |
| Dominic Stricker | Lorenzo Musetti | 4–3(5), 4–3(6), 3–4(7), 3–4(6), 4–3(3) |
| Dominic Stricker | Tseng Chun-hsin | 4–2, 4–1, 4–2                          |
| Jack Draper      | Lorenzo Musetti | 4–1, 4–0, 4–3(3)                       |

| Nr. | Speler           | Wedstrijd w-v | Sets w-v | Games w-v |
| --- | ---------------- | ------------- | -------- | --------- |
| 1   | Dominic Stricker | 3-0           | 9-2      | 42-31     |
| 2   | Jack Draper      | 2-1           | 6-4      | 34-27     |
| 3   | Lorenzo Musetti  | 1-2           | 5-6      | 33-36     |
| 4   | Tseng Chun-hsin  | 0-3           | 1-9      | 22-37     |

### Eindfase
|  | Halve finale | Halve finale      | Halve finale | Halve finale | Halve finale | Halve finale | Halve finale     |   |                   | Finale | Finale | Finale | Finale | Finale | Finale | Finale |
|  |              |                   |              |              |              |              |                  |   |                   |        |        |        |        |        |        |        |
|  | 4            | Brandon Nakashima | 4            | 1            | 4            | 4            |                  |   |                   |        |        |        |        |        |        |        |
|  | 3            | Jack Draper       | 36           | 4            | 2            | 35           |                  |   |                   |        |        |        |        |        |        |        |
|  | 3            | Jack Draper       | 36           | 4            | 2            | 35           |                  | 4 | Brandon Nakashima | 4      | 4      | 4      |        |        |        |        |
|  |              |                   |              |              |              |              |                  | 4 | Brandon Nakashima | 4      | 4      | 4      |        |        |        |        |
|  |              | 5                 | Jiří Lehečka | 35           | 36           | 2            |                  |   |                   |        |        |        |        |        |        |        |
|  | 7            | 5                 | Jiří Lehečka | 35           | 36           | 2            | Dominic Stricker | 1 | 34                | 4      | 1      |        |        |        |        |        |
|  | 7            |                   |              |              |              |              | Dominic Stricker | 1 | 34                | 4      | 1      |        |        |        |        |        |
|  | 5            | Jiří Lehečka      | 4            | 4            | 2            | 4            |                  |   |                   |        |        |        |        |        |        |        |